# Росен Елезов
Росен Георгиев Елезов е български кинорежисьор.

## Биография
Роден е на 16 януари 1953 г. в Благоевград. Завършва книгоиздаване и полиграфия в МГУП (Москва) през 1978 година, както и кинознание, и кино и телевизионна режисура в НАТФИЗ „Кр. Сарафов“ съответно през 1988 и 1990.
През 80-те години на 20 век работи като експерт в Комитета за печата към Министерство на културата и в Центъра за издателски оригинали към „Българска книга“, както и като асистент-режисьор във филмова студия „Бояна“. От 1989 до 1992 г. е режисьор във филмова студия „Екран“ и по-късно в БНТ, Нова телевизия, „София кабел“, „Агенция „Прима“, ББТ, BiT.
От 1994 г. до 2006 г. е преподавател по телевизионна и режисура на документален филм в НАТФИЗ „Кр. Сарафов“.
Режисьор е на телевизионни програми („Наблюдател“, „неВалидно“, „Очевидец“, „2 и 200“, „За вас, потребители“, „Никъде другаде“, „Шах и Мат“, „Зад завесата“, „Вкусът на живота“, „Вяра и общество“, "До Европа и напред" и др.)
Член е на Съюза на българските филмови дейци и на ADDOC.
Последният му филм е посветен на популярния певец Георги Минчев.

## Филмография
- Вкаменената гора 1988
- Ето човека (Ecce Homo) 1990
- На тъмно 1992
- Отражения 1993
- Черната тетрадка 1995
- Полифония 1996
- Прекършена песен 1997
- Пътят на диамантите 1998
- Хроника на едно национално предателство 1998
- Остатъци /игрален/ 2000
- По мръкнало не бива да вървиш… 2001
- Една мечта, един съвършен връх 2002
- Гражданинът Делор, 2 серии, 2002
- Прах (Константин Павлов) 2002
- Алиансът в който влизаме 2003
- Ромео и Жулиета от Факултета 2003
- По ръба на каменния бряг (Едвин Сугарев) 2003
- Човекът, който се смее (Жан-Мари Льо Пен) 2003
- Сънувам театър 2004
- Тъй рече Ванга 2004
- Село на припек 2005
- По особено жесток начин (Свобода Бъчварова) 2006
- Последната свобода (Стефан Вълков) (Никола Милков) (Георги Саръиванов) (Николай Галев) 2008
- Отвъд думите 2009
- Fly 2010
- Булевардът 2011
- Безсребърници (архимандрит Никанор) 2012
- Оркестърът на София 2013
- Пастирът от Каринтия 2013
- Адио, София 2014
- Гласът, който моли Бога за България (Борис Христов) 2014
- Лондон, България 2014
- Три жени в полите на Витоша 2014
- Цветовете на гласа (Йълдъз Ибрахимова) 2014
- За къде пътуваме (Георги Данаилов) (2015)
- Джаз влак (2016)
- Песента - лагера Белене (2017)
- Postmortem в сянката на Георги Марков (2017)
- Крилете на надеждата (Борис Гуджунов) (2018)
- Последната свобода на Георги Константинов (2019)
- Доктора от огледалото (д-р Петър Дертлиев) (2022)
- Нашата чужда война (2023)
- Любовта цав (Крикор Азарян) (2024)